# Saptha exanthista
Saptha exanthista là một loài bướm đêm thuộc họ Choreutidae. Loài này có ở rừng mưa đông bắc Queensland cũng như New Guinea và Indonesia.
Con trưởng thành có cánh màu nâu đậm với các khoang trắng trên cánh trước và khoang màu cam ở mỗi cánh sau.

## Hình ảnh

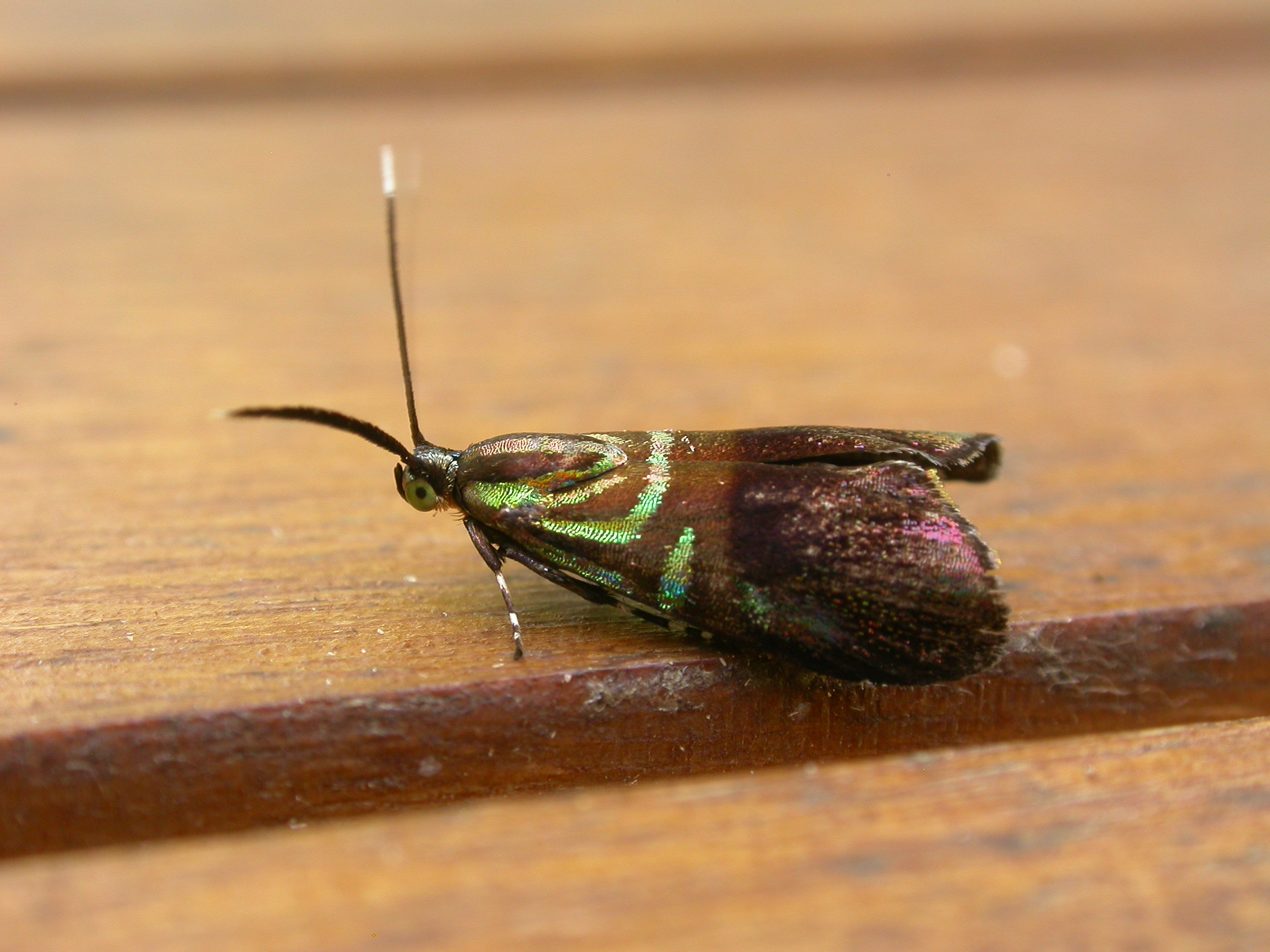